# コリン・ケリー
コリン・パーディ・ケリー・ジュニア（Colin Purdie Kelly, Jr. 1915年7月11日 - 1941年12月10日）は、アメリカの軍人。第二次世界大戦中、アメリカ陸軍航空隊に所属し、真珠湾攻撃の直後から太平洋戦線において日本海軍に対する攻撃に参加した。最終階級は大尉。
彼が機長を務めた機体番号40-2045のB-17C爆撃機は実戦において初めて撃墜されたB-17であり、彼は乗員の為に自らを犠牲にした戦争の英雄として国民の戦時鼓舞に利用された。

## 略歴
1915年7月11日、コリン・パーディ・ケリー・ジュニアはフロリダ州マジソンにて生を受けた。1932年には高校を卒業し、1933年に陸軍士官学校に入校。1937年に卒業すると航空隊少尉としてB-17爆撃機の乗員となる。彼はB-17で極東の空を飛んだ最初の陸軍士官であった。

## 戦死
1941年12月10日、第30爆撃集団第19爆撃航空団に所属するB-17Cに機長として搭乗したケリーは、フィリピンのクラークフィールドから離陸した。この爆撃任務中、ケリーは日本海軍の軽巡洋艦「名取」を攻撃している。
そして、爆撃を終えた復路で台南海軍航空隊所属の零戦による襲撃を受けた。交戦した豊田光雄、山上常弘、菊池利生、和泉秀雄、野澤三郎が共同撃墜した。戦後、坂井三郎が自分が撃墜したかのように語っているが、記録では坂井は交戦していない。
乗員たちがパラシュートで脱出する中、ケリーは副操縦士ドナルド・ロビンズ中尉と共に操縦室に止まり、乗員が安全に脱出できるよう損傷した爆撃機の安定に努めた。全ての乗員が脱出し、ケリーとロビンズが脱出に移ろうとした時、機は爆発して2人は空中へ放り出された。ロビンズはすぐにパラシュートを展開したものの、ケリーのパラシュートが開く事はなく、彼はそのまま地面へ墜落していった。
当初の報告では、彼は重巡洋艦「足柄」および戦艦「榛名」を撃沈したと報じられた。足柄は同海域に展開していたものの損傷は受けておらず、榛名に至ってはマレー沖で活動していた為、フィリピン沖には展開していなかった。その後、ケリー戦死のニュースは意図的に脚色され、彼の名は「榛名の煙突に爆撃機で体当たりして、太平洋戦争において初めて自殺攻撃を試みた操縦士」というプロパガンダに利用された。

## その後
並外れた英雄的行為及び無私の勇気を称えられ、ケリーには殊勲十字章が死後追贈された。当局によるプロパガンダも手伝って彼はアメリカの英雄としてその名を知られ、現在でもアメリカ各地のあらゆるものにその名を留めている。
- 航空画家のロバート・テイラーは「コリン・ケリーの伝説」(The Legend of Colin Kelly)と題した絵を描いた。
- 第二次世界大戦中に建造されたアメリカ海軍のリバティ船「SS コリン・P・ケリー・ジュニア」(SS Colin P. Kelly, Jr.)の名は彼にちなんだものである。
- フランクリン・ルーズベルト大統領は、「1956年のアメリカ合衆国大統領へ」という手紙を書き、ケリーが残した幼い息子の士官学校入校に配慮する旨を求めた。1959年、ドワイト・D・アイゼンハワー大統領は、この手紙に基づきコリン・P・ケリー3世の士官学校入校を認め、彼は1963年に卒業した。
- サンフランシスコのオラクル・パーク付近にあるコリン・P・ケリー・ジュニア大通り(Colin P. Kelly Jr. Street)は、1942年に彼にちなんで改名された。それ以前には日本大通り(Japan Street)と呼ばれていたという。
- オハイオ州デイトンのコリン・ケリー道路は、ライト・パターソン空軍基地付近にある空軍の英雄の名を冠した道路の1つである。
- サウスカロライナ州のコリン・ケリー森林道路もまた、彼の名にちなんだものである。
- 1942年に発表された軍歌「星条旗はためくところで（英語版）」(There's a Star-Spangled Banner Waving Somewhere)でも、ケリーの名が使用されている。

リンカーン、カスター、ワシントンにペリーがいた。ネイサン・ヘイルとコリン・ケリーもそうだ。

"I'll see Lincoln, Custer, Washington and Perry, / Nathan Hale and Colin Kelly too".
- 彼の故郷フロリダ州マジソンには、4つの自由記念碑(Four Freedoms Monument)と、コリン・ケリー・ハイウェイがある。いずれも彼の名誉を称えたものである。
- オレゴン州ユージーンのコリン・ケリー中学校は、1945年に同校の最初の学生らにより彼の名にちなんで名づけられた。これは軍事的権威や政治的要素よりも、ケリーがごく普通のアメリカ人、すなわち「ありきたりなジョー」(Ordinary Joe)であった点を優先したものだという。同校のイメージカラーは緑と白で、「爆撃機」(Bombers)というニックネームで知られる。